# Екваторіальна Франція

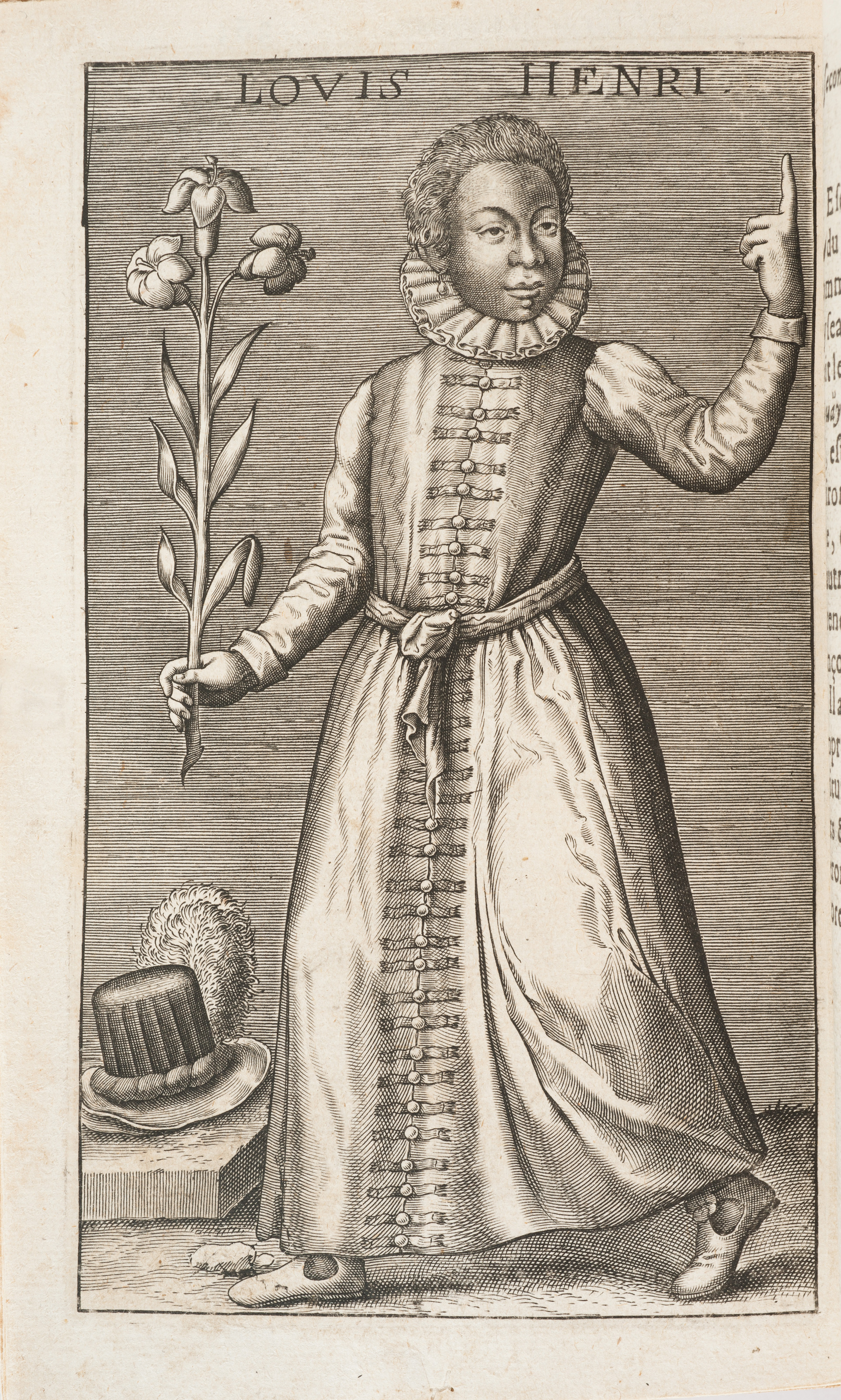
Бразильський тубілець, привезений в 1613 р до двору Людовика XIII

2°31′37″ пд. ш. 44°18′24″ зх. д. / 2.52701481927° пд. ш. 44.306788383445° зх. д.
Екваторіальна Франція (фр. France Équinoxiale) — друга після Антарктичної Франції французька колонія в Південній Америці, що існувала в період 1612-1616 років. Розташовувалася на території сучасної Бразилії, в місті Сан-Луїс (штат Мараньян). Була швидко ліквідована португальськими силами.

## Історія
Колонія з'явилася в 1612 році, після того як французька експедиція вирушила з міста Канкаль, Бретань, Франція. Її командиром був Даніель де ля Туш, сеньйор Равардьєра. Скориставшись ослабленням позицій португальців в роки унії з Іспанією, 500 французьких колоністів прибули на територію штату Мараньян в Бразилії. До слова, місце для майбутнього поселення французький капітан пригледів ще в 1604 році, але смерть короля відклала його плани почати колонізацію даної території. Засноване ними поселення отримало назву «Сан-Луїс», в честь французького короля (Людовик XIII).
У 1616 році колонія була зруйнована португальцями, але незабаром відновлена в умовах колоніальної Бразилії, ставши єдиною столицею бразильського штату, який заснувала Франція, а не Португалія.

## Наслідки
Незважаючи на свої початкові поразки, французи освоїлися в Південній Америці і вже 10 років по тому, в 1626 році приступили до освоєння території Французької Гвіани, до теперішнього часу керованою Францією.